# Ван Моо
«Ван Моо» — российская рэп-группа из Подольска, образованная Игорем Пуховичем и Сергеем Савиным 6 июня 1992 года. Савин был вокалистом и автором текстов песен, а Пухович отвечал за музыку и тексты. Продюсером группы был Юрий Гордеев.
В 1994 году группа выпустила дебютный альбом «Выстраданное», на котором соединила элементы хип-хоп-культуры, традиционные мелодии народов России и остросоциальные тексты. Широкую известность получили такие композиции, как «Крутой» (1992), «Народное техно» (1993) и «Хава Нагила» (1993), видеоклипы на которые сделали «Ван Моо» узнаваемым коллективом. В 1995 году совместно с музыкантами других рок-групп был записан второй альбом — «Миру — мир!». В 1996 году между участниками группы возникли разногласия, которые привели к распаду группы. В 2005 году Савин временно возродил проект, выпустив один альбом «Хук» (2007). В 2013 году Савин организовал масштабное празднование юбилея группы. В конце 2024 года коллектив записал новый вариант «Народного техно» и исполнил его в новогоднем шоу «Танцы! Ёлка! МУЗ-ТВ!».

## История

### Начало (1992—1994)
Группа «Ван Моо» была основана 6 июня 1992 года Игорем Пуховичем и Сергеем Савиным в Подольске, откуда оба были родом. Группа была создана на базе музыкального центра, в котором её участники создали студию из оборудования, купленного в Лондоне. Позже Савин купил в США синтезатор «Yamaha DX7» для записи первых песен. Группа дебютировала с одноимённым видеоклипом в одном из осенних выпусков программы «Звуковая дорожка. ТВ-версия». По задумке режиссёра Сергея Косача, главным «действующим лицом» клипа была жестяная банка из-под «Пепси». Зрители восприняли видео за хорошо проплаченную рекламу известного напитка, но, как оказалось, никто и не собирался платить группе, более того телеканалы не хотели бесплатно рекламировать газированный товар. Отрывок из клипа был показан в одном из первых выпусков передачи «Пока все дома» на 1-м канале Останкино 20 декабря 1992 года. Работу презентовал сам режиссёр Сергей Косач.
В 1993 году группа заключила контракт с фирмой «Апрелевка Sound» на выпуск одного альбома. Изначально выход альбома из 11 песен был запланирован на осень 1993 года. В июне 1993 года вышел второй по счёту видеоклип на песню «Хава Нагила», снятый студией «Имарт-Видео» (режиссёр: Игорь Песоцкий). Песня основана на мотивах еврейского фольклора. В ночь с 19 на 20 июня 1993 года группа появилась с песнями «Братья и сестры» и «Предприниматель» в рубрике «Лучшая музыкальная десятка месяца» ночного канала «Сновидение» 1-го канала Останкино. 18 июля 1993 года группа выступила с песней «Хава Нагила» на заключительном шоу второго конкурса профессиональных моделей и манекенщиц «The Look of the Year». Там произошло знакомство Савина с лидером группы «Чёрный Обелиск» Анатолием Крупновым. В 1993 году группа «Ван Моо» познакомилась с поэтом Алексеем Чуланским, результатом этого знакомства стала совместная работа над песней «Народное техно». В декабре 1993 года группа «Ван Моо» приняла участие во втором московском фестивале видеоклипов «Поколение-93» с клипом «Народное техно», снятым студией «Имарт-Видео» (режиссёр: Игорь Песоцкий). 15 декабря 1993 года группа выступила с песней «Братья и сестры» в казино «Жар-птица» на «Рождественских встречах» Аллы Пугачёвой.
15 апреля 1994 года фирма грамзаписи «Апрелевка Sound» выпустила дебютный альбом рэп-группы «Ван Моо» под названием «Выстраданное» на аудиокассетах и компакт-дисках. Оптовой дистрибуцией занималась фирма Image Records, а розничной — студия «Союз». В альбом вошло десять песен, записанных в жанрах хип-хоп («Ван Моо»), хип-хаус («Биллборд»), нью-джек-свинг («Братья и сёстры», «Безумные выкрики Сергея Савина», «Хава Нагила», «Армия Союз», «Предприниматель»), техно («Народное техно», «Просторы») и фанк («Лида»). Материал был записан в студии Аркадия Укупника на Профсоюзной (треки «Ван Моо», «Биллборд», «Братья и Сёстры», «Безумные выкрики Сергея Савина»), а затем — в студии Аллы Пугачёвой в спортивном комплексе «Олимпийский» в период с лета 1992 по лето 1993 года. Музыку для альбома создал Игорь Пухович. Тексты для альбома написал Игорь Пухович, кроме песен «Ван Моо» (Артём Макаров) и «Биллборд» (Игорь Пухович и Сергей Савин), «Народное техно» (Игорь Пухович и Алексей Чуланский), «Безумные выкрики Сергея Савина» (Ван Моо) и «Лида» (Игорь Пухович и Сергей Савин).
30 апреля 1994 года видеоклип на песню «Хава Нагила» занял второе место в конкурсе видеоклипов Biz TV в спорт-баре на Новом Арбате, итоги которого были подведены по результатам телефонного голосования телезрителей. В том же году была записана песня для телепрограммы «Проще простого».

### Распад группы (1994—1996)
В 1995 году совместно с музыкантами других групп был записан альбом «Миру — мир!» в жанре рок. Изначально релиз планировался как сайд-проект участников коллектива, однако, по решению выпускающей компании Bossmen Records компакт-диск всё же был выпущен под маркой «Ван Моо», вызвав недовольство Савина. В том же году совместно с фольклорным коллективом «Бабье лето» был записан сингл «Танцы на атомной станции», который вышел в сборнике Maxidance в 1996 году. В 1995 году группа выступила на фестивале телевизионных программ «Бархатный сезон».
31 августа 1996 года группа выступила с фольклорным коллективом «Бабье лето» на фестивале «Танцующий город» в парке Горького наряду с танцевальной группой 740 Boyz и евродэнс-группой Masterboy. В конце 1996 года, после записи нескольких треков для следующего поп-альбома, более близкого по формату к альбому «Выстраданное», между основателями группы возникли творческие разногласия, которые привели к распаду группы.

### Савин (1996—2005)
В 1996 году Савин и Анатолий Крупнов создали совместный проект под названием «Агитатор», в рамках которого записали первую песню «Белый танец» на музыку и слова Крупнова. Песня попала на радио и имела определённый успех. Данное сотрудничество было прервано внезапной смертью Крупнова в феврале 1997 года. В 1999 году Савин участвовал в записи альбома-двойника памяти Крупнова «Postальбом» с двумя композициями — «Белый танец» и балладой «С тобой» на музыку и слова Крупнова.
После смерти Крупнова Савин перестал заниматься музыкой. В период с 1997 по 2002 год Савин работал диджеем на радиостанции «Серебряный дождь», а также обучался в МГУКИ по специальности «Режиссура театрализованных массовых представлений».
В 2000 году Савин принял участие в «POSTконцерте», посвящённом памяти Крупнова. В 2001 году песня «С тобой» вошла в сборник «Брат 2. За кадром» лейбла Real Records.
В 2002 году Савин стал работать в рекламном бизнесе, а в 2005 году основал свою компанию Event Group One More. В том же году он организовал 10-летие радиостанции «Серебряный дождь».

### Возрождение группы (2005—2007)
В 2005 году Савин вернулся на сцену и возродил группу. Записал шесть новых треков. Автором всех текстов для нового альбома стал поэт Алексей Чуланский. В рамках рекламной кампании снял в конце года видеоклип на песню «Танцы на атомной станции» под руководством режиссёра Игоря Песоцкого («Народное техно»). Рабочее название новой пластинки — «Центрифуга».
В конце 2006 года группа «Ван моо» подписала контракт на выпуск нового альбома с компанией www.records. Альбом под названием «Хук» был выпущен в 2007 году. В апреле 2007 года в прессе было объявлено о том, что практически весь тираж альбома был распродан, а сама группа прекращает свою творческую деятельность. После закрытия проекта Савин вернулся в рекламный бизнес.

### Савин (с 2007)
6 июня 2013 года в честь 20-летия группы «Ван Моо» Савин организовал юбилейный концерт на крыше старинного здания фабрики «Московский шёлк» на Саввинской набережной. Все пришедшие фотографировались на фоне тракторов, уменьшенные копии которых дарили гостям вместе с приглашениями на закрытую вечеринку. Портал «Звуки.ру» оценил этот концерт «концептуально неровным и довольно странным», который, после двух старых хитов «перешёл в дружеский междусобойчик, иногда разбавлявшийся выходами Савина с группой», в общей сложности группа сыграла лишь 5 песен, не представив никакой новой программы.
В 2021 году Савин дал интервью Владимиру Глазунову в прямом эфире программы «Рождённые в СССР» на телеканале «Ностальгия».
В феврале 2024 года Савин создал новую версию песни «Народное техно» для программы «Народное диско» телеканала «Муз-ТВ», где слово «техно» из припева было заменено на «диско».
5 декабря 2024 года группа «Ван Моо» выступила в «MTC Live Холл» в Москве на праздничном концерте телеканала «Муз-ТВ» — «Танцы! Ёлка! МУЗ-ТВ!». Группа исполнила новый вариант композиции «Народное техно», в создании которой приняли участие оригинальные участники «Ван Моо» (Сергей Савин и Игорь Пухович). Савин выступил вместе с хореографическим ансамблем «Калинка». Запись концерта была показана «Муз-ТВ» 1 января 2025 года.
13 марта 2025 года состоялся релиз новой версии трека «Народное техно», в создании которого участвовали С. Савин, И. Пухович, А. Чуланский и И. Зудин (группа «Динамит»).

## Критика

### Ретроспектива
В 2007 году редактор журнала «Ваш досуг», Константин Черунов, отнёс «Чёрное и Белое», «Мальчишник», «Ван Моо» и Мистера Малого к числу тех рэп-групп, которые с приходом «перестройки» «заполонили хип-хоп-сцену в чудовищных одеждах из кооперативных ларьков и с образованием восемь классов».
В 2011 году журнал «Афиша» назвал творчество группы «Ван Моо» пародией на русский хип-хоп.
В 2013 году информационное агентство «РИА Новости» отметило в пресс-релизе, что в своём творчестве коллектив сочетал элементы рэп-культуры, традиционные мелодии народов России и остросоциальные тексты.
В 2015 году редактор сетевого издания «7Дней.ру», упомянул, что коллектив «Ван Моо» сочетал в своём творчестве целую «солянку» стилей: элементы рэпа, техно, хип-хопа.
В 2020 году редактор новостного сайта РБК, Юлия Цирулева, поместила группу «Ван Моо» в список «звёзд 90-х, о которых мы давно не слышали», указав, что её участники «запомнились благодаря сочетанию техно, рэпа и национальной музыки».
В 2010 году телеканал «MTV Россия» рассказал о группе в своём новом цикле передач «Поколение MTV. Мы любим 90-е».
В 2020 году музыкальный критик Олег Кармунин в своём проекте «История русской поп-музыки» для издания Lenta.ru назвал группу «Ван Моо» предтечами Little Big.

### Рейтинги
В сентябре 1993 года группа «Ван Моо» была представлена в номинации «Открытие года» на второй официальной церемонии вручения Национальной Российской Музыкальной премии «Овация» в области зрелищ и популярной музыки за 1992 и 1993 год, но в итоге премия досталась Татьяне Булановой во время оглашения лауреатов премии в ночь с 13 на 14 января 1994 года.
В 2011 году журнал «Афиша» поместил песню «Народное техно» в список «99 русских хитов» за последние 20 лет, добавив, что в этой композиции «напористый речитатив был сведён собственно с техно и собственно с народом — в лице баяниста и хора бабок в кокошниках».
В 2017 году сетевое издание M24.RU поместило песню «Народное техно» в список «10 самых странных клипов девяностых».

## Состав
- Сергей Савин (род. 15 июня 1971 года) — вокал, автор слов (1992—1996; 2005—2007; 2013; 2024—наст. вр.)
- Игорь Пухович (род. 1 августа 1966 года, Ростов-на-Дону[41]) — музыка и аранжировки, гитара, гармоника, бас-гитара, автор слов (1992—1996; 2024—наст. вр. (как студийный участник))
- Виталий Хохлов (Флян) (род. 27 июля 1975 года, Подольск) — танцы, хореография (1992—1996)
- Евгений Зайцев (Заяц) (род. 21 апреля 1975 года) — танцы, хореография (1992—1996)

## Дискография
Студийные альбомы
- 1994: Выстраданное («Апрелевка Sound»)
- 1995: Миру — мир! (Bossmen Records)
- 2007: Хук (www.records)

Чарты и ротации
По данным интернет-проекта Moskva.FM, пять песен группы «Ван Моо» были в ротации нескольких российских радиостанций с 2008 по 2015 год. При этом песня «Народное техно» является самым популярным треком группы на радио, который за семь лет с 2008 по 2015 год прослушали 265 тысяч раз, а второй по популярности трек «Хава Нагила» — прослушали 85 тысяч раз.
В 2006 году песня «Не понимаю» группы «Ван Моо» попала в ротацию нескольких российских радиостанций.

## Видео
- «Крутой (Ван Моо)» (режиссёр: Сергей Косач) (1992)
- «Хава Нагила» (режиссёр: Игорь Песоцкий) (1993)
- «Народное техно» (режиссёр: Игорь Песоцкий) (1993)
- «Танцы на атомной станции» (режиссёр: Игорь Песоцкий) (2006)
- «Не понимаю…» (режиссёр: Стас Гринев) (2006)